# Witiness Quembo
Witiness Chimoio João Quembo (Beira, 26 de agosto de 1996) é um futebolista moçambicano que atua como atacante. Atualmente defende o Nacional da Madeira.

## Carreira
Nascido na Beira, iniciou sua carreira nas categorias de base da Liga Muçulmana de Maputo. Em 2014 foi para Portugal, onde jogaria nos juniores do Nacional da Madeira. Profissionalizou-se em janeiro de 2015, na vitória por 2 a 1 sobre o Boavista,[carece de fontes?] e 3 dias depois de sua estreia, fez o primeiro gol na partida contra o Moreirense, válido pela Taça da Liga. No mesmo mês, foi contratado pelo Benfica, que o integrou ao elenco de juniores. Voltou ao Nacional em junho de 2015.

## Seleção Moçambicana
Pela Seleção Moçambicana de Futebol, Witi estreou em 2015, e representou os Mambas na Copa COSAFA, realizada na África do Sul.